# José María Guervós Hoyos
José María Guervós Hoyos (1917-2001) fue un poeta salmantino y fraile de la Orden de Predicadores. En su juventud fue actor y director de teatro. Poco después de cumplir 30 años ingresó en la Orden Dominicana y en 1948 hizo famoso su romance Yo tengo un hábito blanco. Fue director de Radio SEU y fundador, con Modesto Higueras, del Teatro Español Universitario.
En el año 1957 protagonizó, en Radio Nacional, la oratoria del Sermón de las Siete palabras. Llevó el Teatro Griego a la Universidad Laboral de Córdoba (1958) donde impresionó con su interpretación de Colón en la obra Más allá del mar. Colaboró con Antonio Cruz Conde, alcalde de Córdoba, en la organización de los Festivales de España que se celebraban en los jardines del Alcázar de los Reyes Cristianos por el mes de mayo. Desde Córdoba se trasladó a Madrid y allí profundizó en su obra poética, componiendo poemas a la existencia y a la muerte. En la última etapa de su vida ejerció como sacerdote en el convento de los Dominicos de San Pablo, en Valladolid. Escribió versos hasta 1999 en que se le presentaron graves problemas de visión que le impidieron por más tiempo “garrapatear” (le gustaba mucho utilizar palabras equívocas). Su fallecimiento, objeto de algunos de sus poemas (Yo quisiera, 1983; Salmo de mi serenidad, 1985; y Medio siglo después, 1998), ocurrió en 2001. 
La mayor parte de la obra poética de José María Guervós, recopilada por Bernardo Fueyo Suárez, aparece recogida en la monografía Obra poética de José María Guervós Hoyos, OP (2003). Su poesía, de carácter intimista, está impregnada –como la de Fray Luis de León- de ansia de paz espiritual y añoranza de Dios.
José María Guervós nació con don de gentes y lo cultivó. Por ello contó, aparte del cariño de sus hermanos de religión, con el afecto de un gran número de amigos entre los que se encontraron, en su primera época, artistas como Concha Piquer o Pilar López; toreros, como José Manuel Sánchez, El niño de Salamanca; diputados como Alberto Estella Goytre; y, en sus últimos años, escritores como Manuel Estévez Recio y Francisco J. Martín Gil.

## Obras
- Hoy ha llegado a ti: poemas de la Virgen de la Peña de Francia (2003). 44 págs. Editorial San Esteban. Salamanca. ISBN 84-8260-116-4/978-84-8260-116-8.
- Con plata de mil luceros (2004). 104 págs. Poemas marianos. Editorial San Esteban. Salamanca. ISBN 84-8260-138-5/978-84-8260-138-0.
- Obra poética (2004). 640 págs. Editorial San Esteban. Salamanca. 640 páginas. ISBN 84-8260-130-X/978-84-8260-130-4. .